# Refuge de Tighiettu
Le refuge de Tighiettu (ou Tighjettu) est un refuge situé en Corse dans le massif du Monte Cinto sur le territoire de la commune d'Albertacce, au bord d'un affluent du ruisseau U Viru.

## Caractéristiques
Le refuge de Tighjettu est implanté dans la haute vallée du Viru vers 1 680 m d'altitude, sur une pente rocheuse du versant sud de la Punta Minuta. Son espace de bivouac est plus réduit que celui des autres refuges de l'île, ne pouvant accueillir qu'une quarantaine de campeurs. Il est accessible toute l'année mais gardé seulement de mai ou juin à septembre ou octobre. Les dates d'ouverture et de fermeture n'étant pas définies à l'avance, il faut se renseigner sur le site du parc naturel régional de Corse pour obtenir les informations exactes.

## Historique
Il s'agit de l'un des derniers refuges bâtis sur le GR 20, construit en bois dans le style d'un chalet, avec une capacité initiale d'une quarantaine de personnes. Une étude de réhabilitation des refuges du GR20 réalisée en 2015 prévoit sa démolition et reconstruction.

## Accès
Ce refuge est accessible à pied par le GR20, dont il constitue un lieu d'hébergement entre le refuge d'Asco-Stagnu et celui de Ciottulu a i Mori. Il est également accessible du hameau de Calasima, grâce à une piste menant aux bergeries de Ballone situées à 20 minutes de marche en aval du refuge.

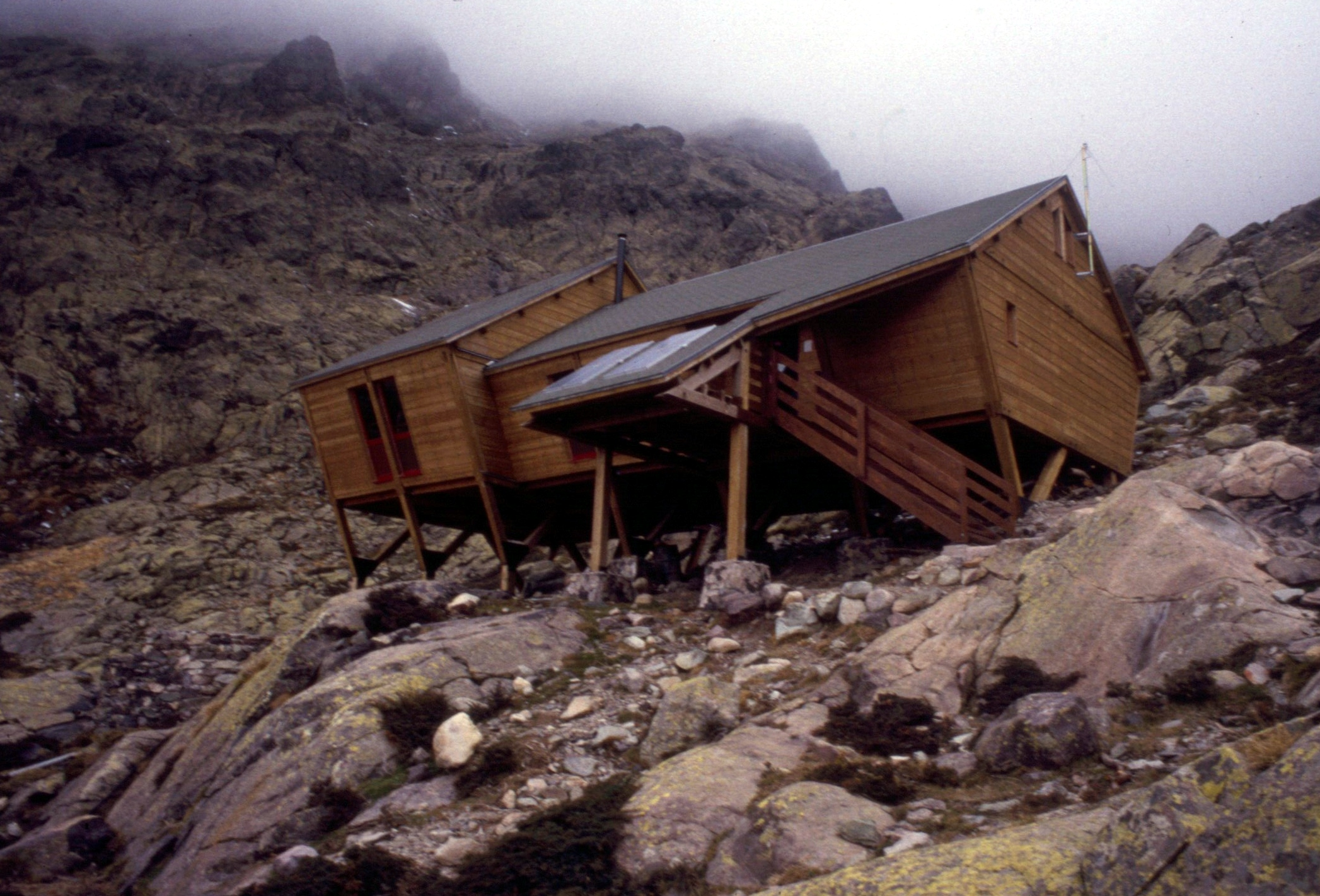
Le refuge de Tighiettu en 1990.
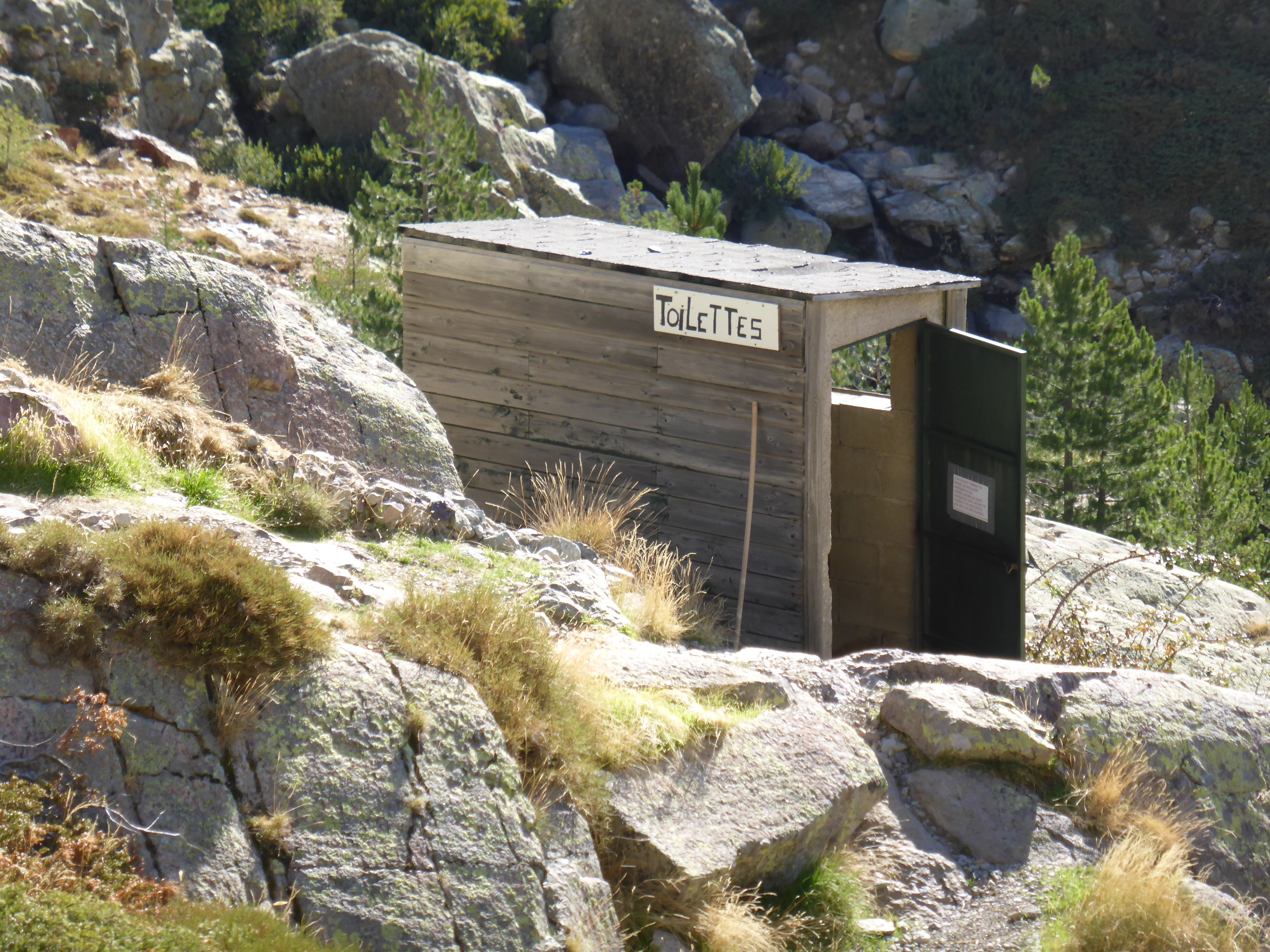
Toilettes du refuge de Tighiettu.
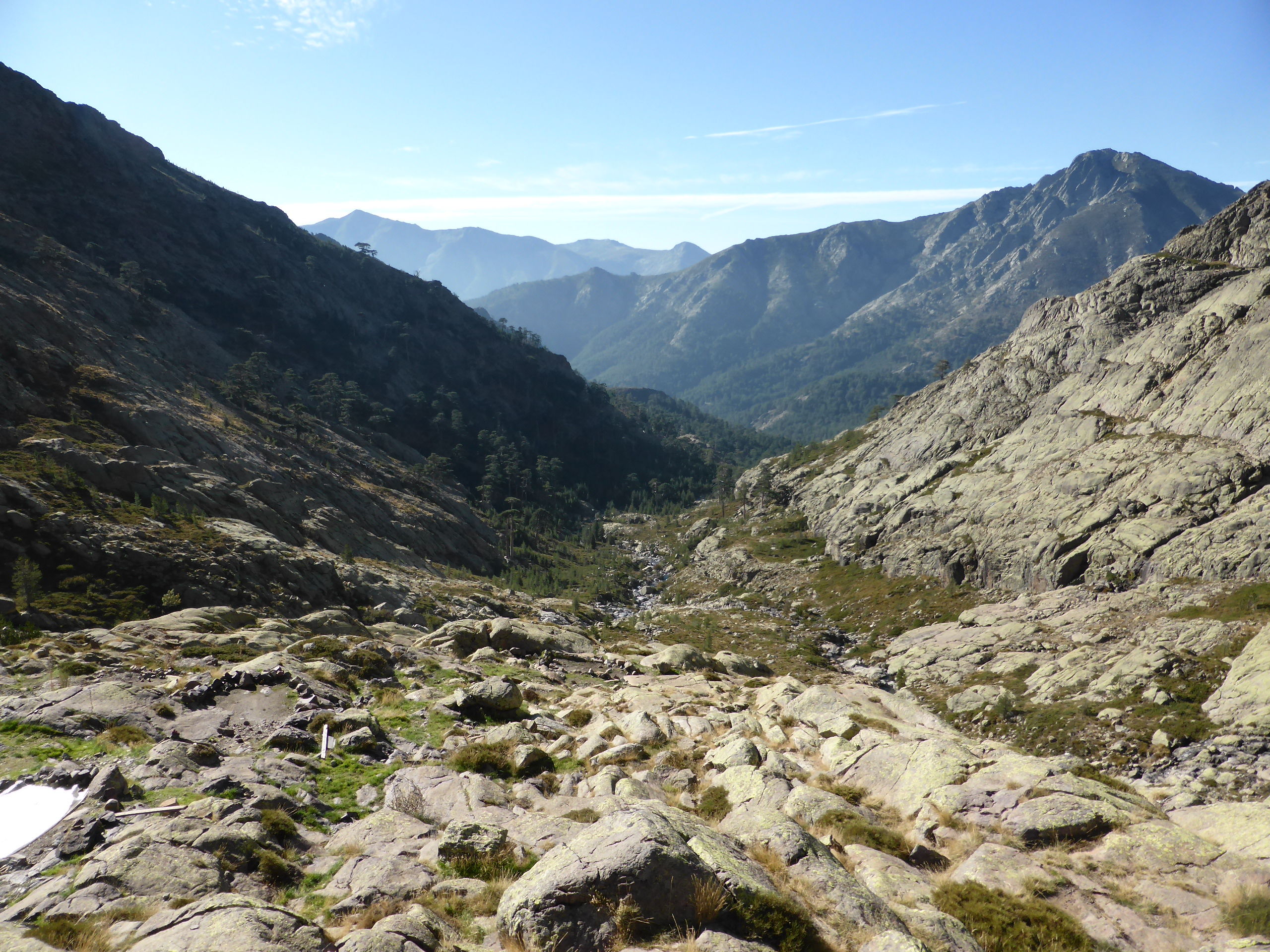
Vallée du Viru vue depuis le refuge.